# Tjörn (đô thị)
Đô thị Tjörn (tiếng Thụy Điển: Tjörn kommun) là một đô thị ở hạt Västra Götaland của Thụy Điển. Thủ phủ là thị xã Tjörn. Dân số thời điểm 31 tháng 12 năm 2000 là 14733 người.
Hằng năm vào mùa hè, dân số của Skärhamn tăng lên từ 10.000 đến khoảng 30.000 người khi du khách ở khắp mọi nơi đổ về đây để tham gia các hoạt động như đi du thuyền và bơi lội. Skärhamn tự hào khi  sở hữu một bến cảng rộng lớn, được thiết kế đặc biệt để phục vụ du khách du lịch dọc theo bờ biển phía tây Thụy Điển. Thị trấn Skärhamn nổi tiếng với việc là nơi đặt Bảo tàng Màu nước Bắc Âu (Akvarellmuseet), nơi lưu giữ và trưng bày nghệ thuật mỹ thuật nước của khu vực.